# Amar Fahed
Amar Fahed es un deportista jordano que compitió en taekwondo. Ganó una medalla de plata en los Juegos Asiáticos de 1994 en la categoría de –83 kg.

## Palmarés internacional
| Juegos Asiáticos | Juegos Asiáticos  | Juegos Asiáticos | Juegos Asiáticos |
| Año              | Lugar             | Medalla          | Categoría        |
| ---------------- | ----------------- | ---------------- | ---------------- |
| 1994             | Hiroshima (Japón) | Medalla de plata | –83 kg           |